# جي ليب
جي ليب (بالإنجليزية: GLib)‏ تشير إلى مكتبة برمجية مساعدة متعددة المنصات. كانت بدايتها كجزء من مشروع جتك+. قبل إصدار النسخة 2 من جتك+ ، قرر مطورو المشروع فصل الشيفرة التي لا تتعلق بواجهة المستخدم الرسومية من منصة جتك+ ، وهكذا تم إنشاء جي ليب كمنتج مستقل. جي ليب تم إصدارها كمكتبة مستقلة حتى يمكن للمطورين، الذين لا يريدون استعمال الأجزاء المتعلقة بواجهة المستخدم الرسومية من جتك+ ، استعمال الأجزاء غير المتعلقة بواجهة المستخدم من المكتبة بدون تحميل مكتبة كاملة مخصصة لواجهة المستخدم الرسومية.
حيث أن جي ليب مكتبة متعددة المنصات، التطبيقات التي تستعملها للتعامل مع أنظمة التشغيل في الغالب تكون محمولة أو قابلة للعمل على مختلف أنظمة التشغيل بدون تغييرات كبيرة.